# 雾都孤儿 (2005年电影)
《雾都孤儿》（英語：Oliver Twist）是一部2005年罗曼·波兰斯基执导的英国剧情片，编剧罗纳德·哈伍德根据1838年查理斯·狄更斯的同名著作改编而成。本片是该小说多部改编影视作品中的最新一部。取景地位于捷克的布拉格、貝龍和扎泰茨。
影片首映于2005年9月的多伦多影展，美国于9月23日开始有限上映。

## 剧情
讲述孤儿奥利佛在济贫院的经历，以及随后在殡仪馆的遭遇。他逃到了伦敦后遇到了少年犯头子小扒手道奇。天真无辜的奥利佛被他们带到了教唆犯费金的老巢。最后幸得南茜和布朗罗先生的帮助，奥利佛终于逃出费金和査理背詩的魔手，获得自由和新生活的故事。

## 演员
- 巴尼·克拉克 - 奧利弗·崔斯特，孤儿，最终获得自由新生活
- 班·金斯利 - 費金，最后入狱被吊死
- 傑米·福曼（英语：Jamie Foreman） - 比尔·赛克斯，最后在屋顶逃亡時被绳索勒死
- 哈里·埃登- The Artful Dodger
- 萊安娜·羅維（英语：Leanne Rowe） - 南茜（英语：Nancy (Oliver Twist)），被比尔·赛克斯杀害
- Edward Hardwicke（英语：Edward Hardwicke） - 布朗罗先生，收养奥利佛的好心人
- 馬克·史壯 - Toby Crackit
- 法蘭西絲·喬嘉 - Mrs. Bedwin
- Lewis Chase - 查理·貝茲
- Michael Heath（英语：Michael Heath） - 索爾貝理先生（英语：Mr. Sowerberry），殡仪馆老闆
- Gillian Hanna（英语：Gillian Hanna） - 索爾貝理夫人
- Chris Overton（英语：Chris Overton） - Noah Claypole
- Jeremy Swift（英语：Jeremy Swift） - Mr. Bumble
- Paul Brooke（英语：Paul Brooke） - Mr. Grimwig
- Ian McNeice（英语：Ian McNeice） - Mr. Limbkins
- Alun Armstrong（英语：Alun Armstrong） - Magistrate Fang
- Liz Smith（英语：Liz Smith） - 老妇
- Patrick Godfrey（英语：Patrick Godfrey） - 卖书商人

## 评价
本片收获大多好评，烂番茄新鲜度60%，Metacritic上媒体综评65分。